# Еджике Угбоаджа
Еджике Крістофер Угбоаджа — колишній нігерійський професійний баскетболіст, засновник Фонду Еджике Угбоаджи.

## Професійна кар'єра
Угбоаджа був обраний Клівленд Кавальєрс у драфті НБА 2006, але так і не провів за них жодної гри. У 2009 році у складі Азовмаша брав участь у Єврокубку.

## Кар'єра у збірній
Разом із збірною Нігерії з баскетболу Угбоаджа брав участь в Іграх Співдружності 2006, Чемпіонаті Африки з баскетболу 2009, Чемпіонаті Африки з баскетболу 2011 і Олімпіаді 2012.

## Фонд Еджике Угбоаджи
У 2006 році Еджике Угбоаджа заснував фонд з підтримки африканських спортсменів, який щороку випускає африканських атлетів.